# Progress MS-25
Progress MS-25 (rusky: Прогресс МC-25, identifikace NASA: Progress 86P) byla ruská nákladní kosmická loď řady Progress postavená společnosti RKK Energija a provozovaná agenturou Roskosmos za účelem zásobování Mezinárodní vesmírné stanice (ISS). Ke své misi odstartovala 1. prosince 2023, zanikla po půlročním letu 28. května 2024.

## Loď Progress MS

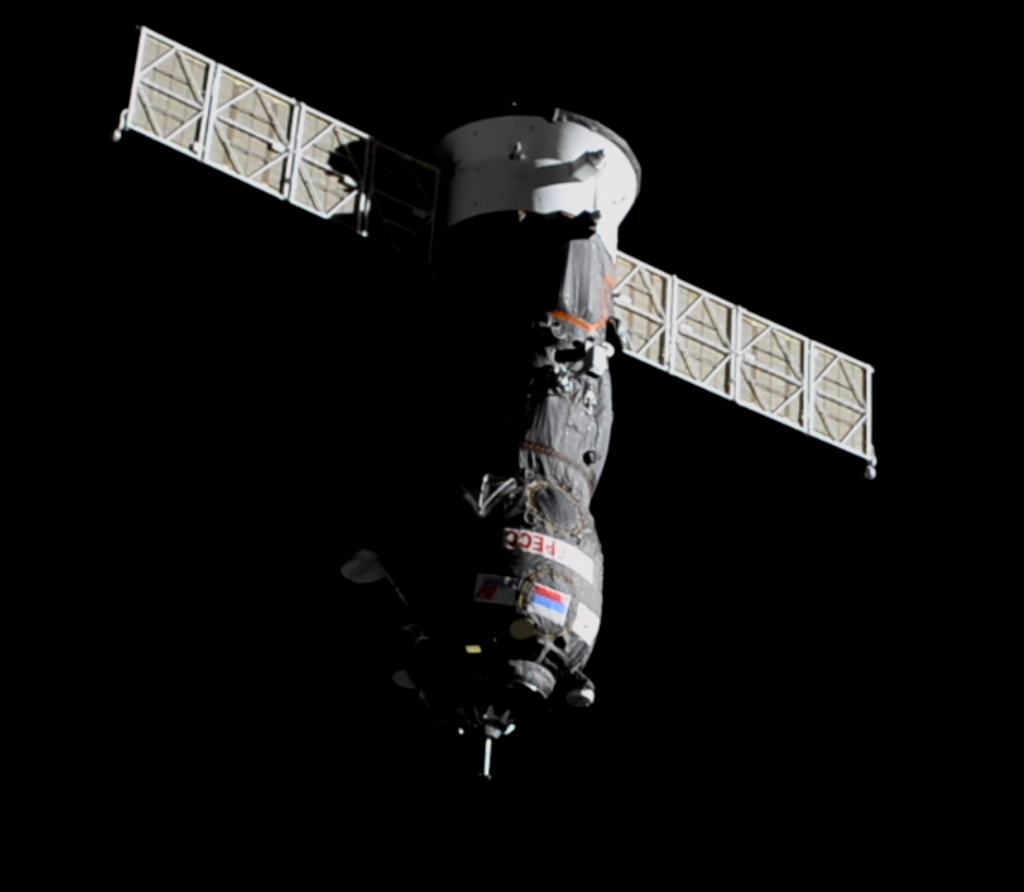
Progress MS-16 při příletu k ISS.

Progress MS je celkem pátá varianta automatické nákladní kosmické lodi Progress používané od roku 1978 k zásobování sovětských a ruských vesmírných stanic Saljut a Mir a od roku 2000 také Mezinárodní vesmírné stanice (ISS). První let této varianty s označením Progress MS-01 odstartoval 21. prosince 2015. Celková délka lodi dosahuje 7,2 metru, maximální průměr 2,72 metru, rozpětí dvou solárních panelů 10,6 metru. Startovní hmotnost je až 7 400 kg, z toho užitečné zatížení může dosáhnout až 2 600 kg.
Varianta MS zachovává základní koncepci vytvořenou už pro první Progressy. Skládá se ze tří sekcí – nákladní (pro suchý náklad a vodu), pro tankovací komponenty (na kapalná paliva a plyny) a přístrojové. Varianta je oproti předchozí verzi M-M doplněna o záložní systém elektromotorů pro dokovací a těsnicí mechanismus, vylepšenou ochranu proti mikrometeoroidům a zásadně modernizované spojovací, telemetrické a navigační systémy včetně využití satelitního navigačního systému Glonnas a nového – digitálního – přibližovacího systému Kurs NA. Od lodi MS-03 pak Progressy obsahují také nový vnější oddíl, který umožňuje umístění čtyř vypouštěcích kontejnerů pro celkem až 24 CubeSatů.

## Průběh mise

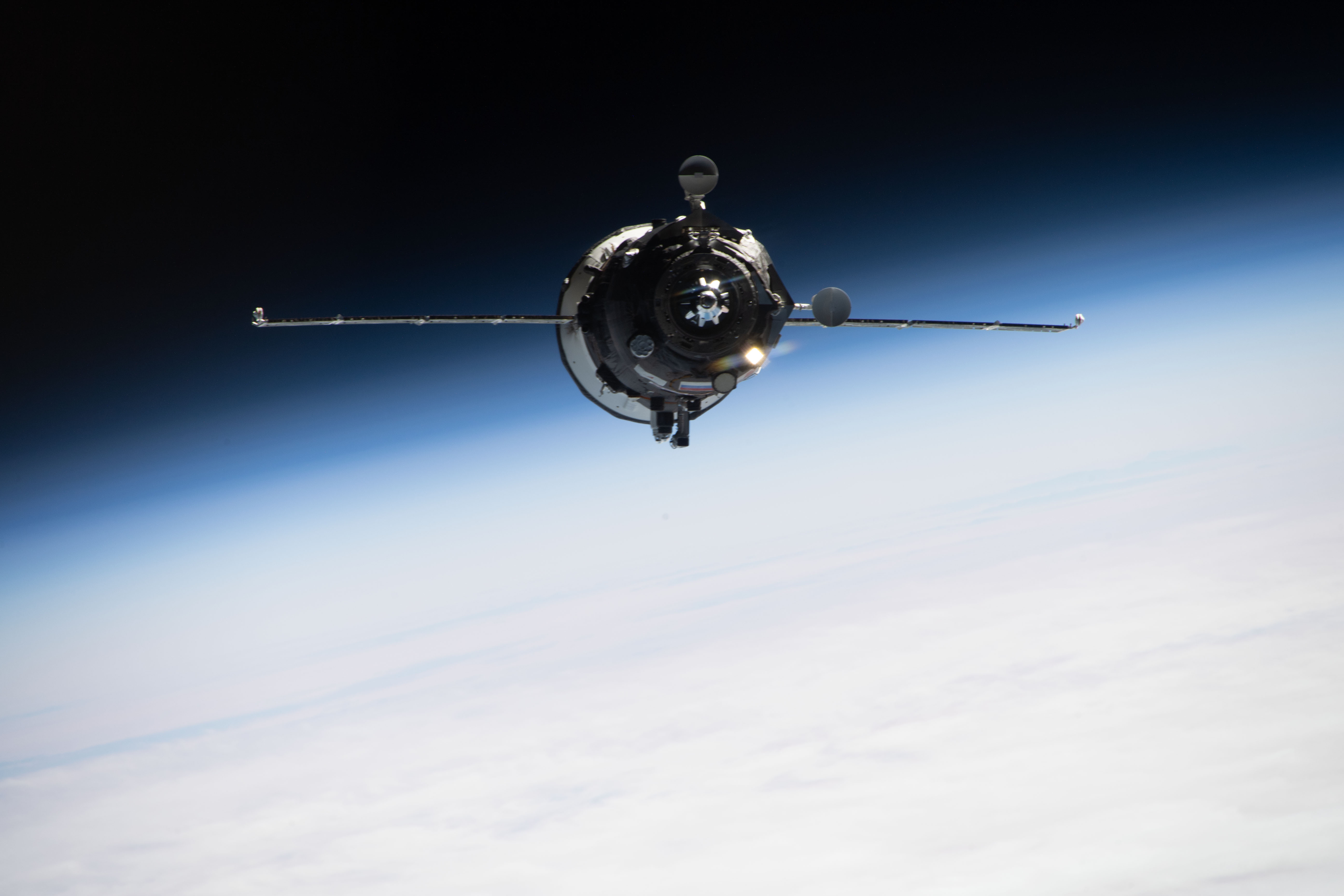
Progress MS-25 při příletu k ISS 3. prosince 2023

Start standardního zimního zásobovacího letu se podle plánu uskutečnil 1. prosince 2023 v 09:25:12 UTC z kosmodromu Bajkonur na špičce rakety Sojuz 2.1a. Kosmická loď s výrobním číslem 455 se 3. prosince v 11:18:33 UTC připojila ke hornímu portu modulu Poisk. Během automatického přiblížení došlo ve vzdálenosti zhruba 180 metrů od stanice k poruše se zarovnáním Progressu do správného směru nezbytného pro úspěšné připojení. Proto ruský kosmonaut Oleg Kononěnko převzal ruční řízení na dálku zevnitř ISS a kosmickou loď navedl do osy dokovacího portu a poté k němu loď připojil.
V souladu s informacemi zveřejněnými před startem agenturou Roskosmos let trval do 28. května 2024 – loď naplněná odpadem se v 08:39:22 UTC odpojila od ISS a v 11:48 UTC zapálila své motory, čím snížila rychlost a namířila k horním vrstev atmosféry. V nich následně shořela kolem 12:20 UTC, případné nespálené zbytky dopadly ve 12:29 UTC do obvyklé oblasti v jižním Tichém oceánu.
Mise Progress MS-25 byla celkem 178. letem tohoto typu nákladní lodi a současně jeho 89. letem k ISS. To znamená, že k Mezinárodní vesmírné stanici zamířila právě polovina ze všech dosud vypuštěných Progressů.

## Náklad
Kosmická loď dopravila na ISS 2 528 kg nákladu:
- palivo pro motory stanice (515 kg),
- pitná voda (420 kg),
- dusík (40 kg),
- ostatní náklad pro posádku a systémy stanice (1 553 kg).

Ostatní náklad se jako při jiných podobných letech skládal zejména z náhradních a modernizačních dílů pro systémy ruského segmentu ISS, nářadí pro opravy, lékařského vybavení, hygienických potřeb, potravin, nákladu pro posádku (pošta, osobní předměty apod.) a vědeckých zařízení a materiálu pro experimenty a výzkumy prováděné posádkou na palubě.